# Insolação atmosférica

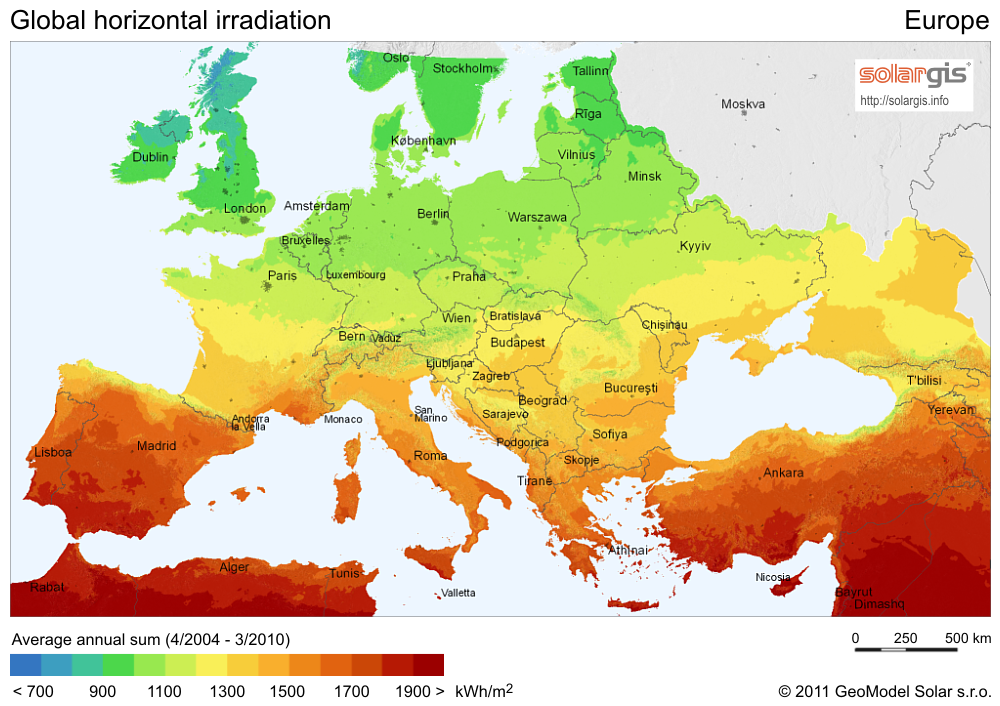
Mapa de irradiação solar na Europa

Insolação é a medida da irradiação solar em uma superfície por unidade de tempo. A unidade de medida mais comum é o watt por metro quadrado (W/m²). Quanto à insolação atmosférica, trata-se da insolação no topo da atmosfera terrestre.

## Absorção

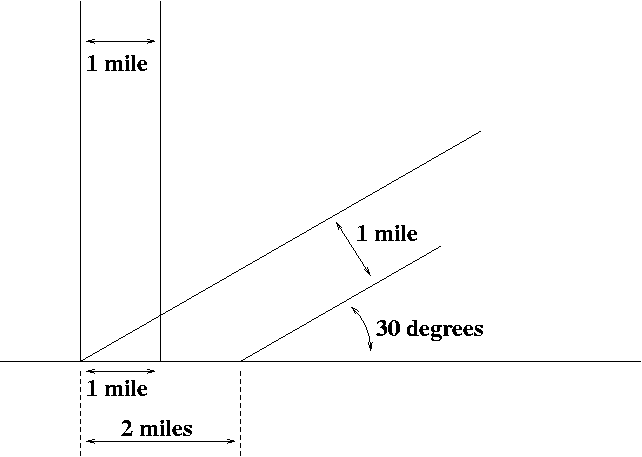
A figura mostra raios incidindo a 90º, abrangendo uma faixa com 1 milha de largura. E outros raios incidindo a 30º que, por sua vez, abrangem o dobro da largura

Os raios solares que incidem em um objeto são, geralmente, absorvidos e os restantes refletidos. A parcela absorvida é transformada em energia térmica, aumentando a temperatura do objeto, e/ou química. Existem mecanismos capazes de utilizar de forma diferente essa radiação, assim como células solares e plantas.
A proporção entre raios absorvidos e refletidos depende, entre outros fatores, do albedo da superfície. Outro fator importante é o ângulo de incidência dos raios solares. Quanto menor o ângulo entre os raios incidentes e a superfície do objeto, maior a área de absorção. Logo, a insolação, por unidade de área, diminui com o cosseno deste ângulo, como mostrado na figura ao lado.

## Insolação terrestre

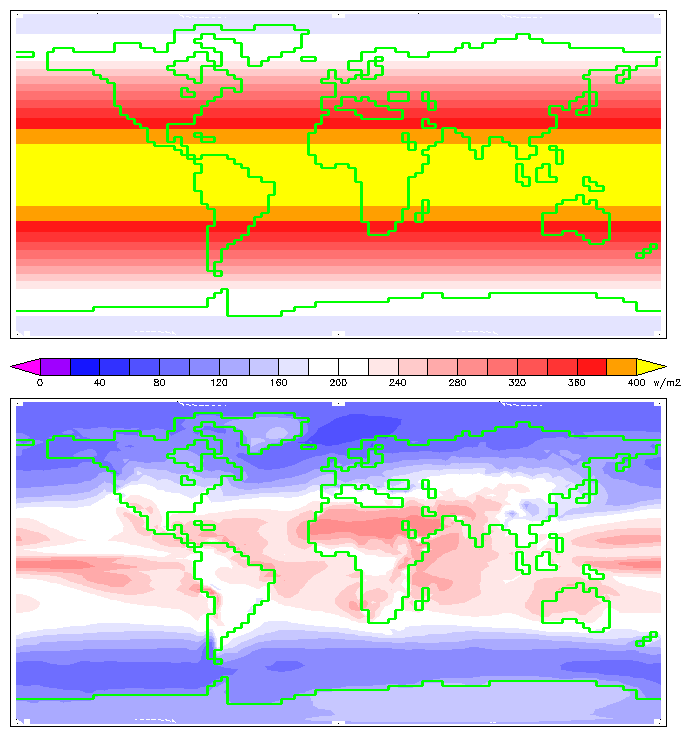
(Topo) Insolação na atmosfera terrestre e (abaixo) insolação na superfície terrestre

A insolação direta terrestre é o resultado da diferença entre a constante solar e as perdas devidas a dispersão e reflexão ocorridas na atmosfera. Os limites mais externos da atmosfera terrestre recebem aproximadamente 8,2 J min/cm² de radiação solar. Numa escala global, a distribuição desigual da insolação é a causa fundamental da circulação atmosférica e de muitos fenômenos climáticos, através do mecanismo polar de transferência de calor. Variações na insolação também podem causar mudanças climáticas (como acontece no global dimming).

## Piranômetro

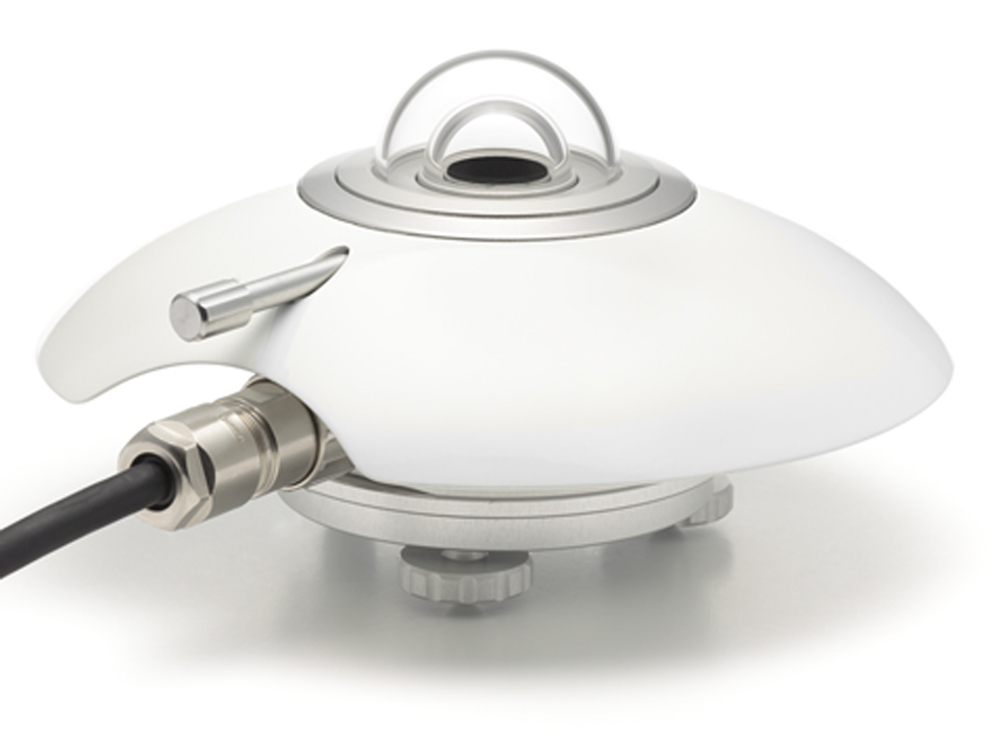
Piranômetro

O piranômetro é um instrumento utilizado para medir a irradiação solar em uma superfície e é frequentemente utilizado na meteorologia, climatologia e nos estudos sobre energia solar.